# Hüttenschreiber
Der Hüttenschreiber war ein Hüttenbeamter, der an einer Schmelzhütte die Tätigkeit eines Rechnungsführers ausübte. Für die Tätigkeit als Hüttenschreiber waren gute Mathematikkenntnisse und ein fundiertes Wissen über die Metallurgie, insbesondere die Probierkunst erforderlich.

## Aufgaben
Der Hüttenschreiber hatte dafür zu sorgen, dass die Schmelzhütte stets mit den Materialien versorgt wurde, die zum Schmelzen benötigt wurden. Außerdem hatte er die Aufgabe, das notwendige Gezähe der Hüttenleute einzukaufen. Er musste bei der Erzverhüttung Aufsicht führen und dafür sorgen, dass eine korrekt abgewogene Mischung von Erz und Kohle nebst Zuschlagstoffen benutzt wurde. Er war auch dafür verantwortlich, dass die jeweiligen Metalle nach der Schmelze entsprechend gewogen wurden. In seiner Funktion als Rechnungsführer musste er die Schichten der Hüttenleute abrechnen. Er war auch verantwortlich für die Abrechnung der Hüttenkosten und die Abrechnung mit den Gewerken. Letztendlich musste er auch dafür sorgen, dass der Zehnt für den Landesfürsten abgeführt wurde.